# Alt del Buitre
L'alt del Buitre (alt del Voltor en valencià) és una muntanya de la Serra Palomera, ubicada al terme municipal d'Aiora, al País Valencià. Té una altitud de 1.146 metres. Hi ha una estació de triangulació al cim, marcada amb el codi "5195".
Se situa a 15 quilòmetres al sud-est de la vila d'Aiora. És una zona habitual de pràctica del senderisme, atès que el cim ofereix unes vistes panoràmiques de l'entorn.
L'alt del Buitre fou l'escenari de durs combats en la Guerra Civil espanyola, durant l'ofensiva de Llevant (1938).